# Matt Vogel
Matt Vogel (Fort Wayne, 3 de junio de 1957) es un nadador estadounidense retirado especializado en pruebas de estilo mariposa, donde consiguió ser campeón olímpico en 1976 en los 100 metros.

## Carrera deportiva
En los Juegos Olímpicos de Montreal 1976 ganó la medalla de oro en los 100 metros estilo mariposa, con un tiempo de 54.35 segundos, por delante de otros dos nadadores estadounidenses: Joe Bottom  y Gary Hall Sr.; y en cuanto a las pruebas por equipo, contribuyó a que los estadounidenses lograsen el oro en los 4 x 100 metros estilos (nadando el largo de mariposa), por delante de la Unión Soviética (plata) y Alemania Occidental (bronce).